# Ray Erickson
Ray Erickson (* 5. April 1918 in Chicago, Illinois; † 28. November 2002) war ein US-amerikanischer NASCAR-Rennfahrer.

## Karriere
Erickson fuhr in der ersten Saison der NASCAR Strictly Stock Series vier Rennen, wo er die Fahrerwertung als Siebter beendete. Sein bestes Rennen beendete er bei seinem Debüt auf dem zweiten Platz. Im Folgerennen gelang ihm ein weiteres Podium.
Nachdem er bei einem Unfall im Jahr 1950 bei einem Hot-Rod-Rennen einen Teil seines Arms verloren hatte, fuhr er noch 8 Rennen über vier Jahre bevor er seine Karriere beendete. Er konnte seine Erfolge der Vorjahre jedoch nicht wiederholen und er konnte dabei nie ein besseres Resultat als einen 17. Platz erzielen.